# Andreas Hatzigeorgiou
Andreas Hatzigeorgiou, född 20 september 1982 i Uppsala, är en svensk näringslivsprofil, ekonom och forskare. Han är vd och koncernchef för PE Teknik & Arkitektur, styrelseledamot i den amerikanska vd-organisationen Young Presidents' Organization och i Mattecentrum samt forskare vid Skolan för arkitektur och samhällsbyggnad, Kungliga Tekniska Högskolan.
Han har erhållit en rad utmärkelser, såsom Sveriges viktigaste agendasättare inom klimat & hålbarhet och Supertalang.
Hatzigeorgiou är bland annat känd för att kort efter coronapandemins utbrott tagit initiativ till Omstartskommissionen för ett starkare Sverige och för att ha för att ha enat näringslivstoppar som Daniel Ek, Cristina Stenbeck, Marcus Wallenberg och Karl-Johan Persson bakom kampanjen att få vinter-OS och Paralympics till Sverige år 2026.

## Biografi
Andreas Hatzigeorgiou föddes 20 september 1982 i Uppsala och växte upp i Skutskär söder om Gävle med en svensk mamma och grekisk pappa. Han har spelat ishockey i Brynäs.
Hatzigeorgiou är doktor i nationalekonomi med examina från Lunds universitet och från University of Michigan, där han var Fulbrightstipendiat.. Han har studerat matematik och retorik vid University of Washington och färdigställde sin kandidatexamen vid Stockholms universitet.
Hatzigeorgiou har tidigare varit ordförande för Utrikespolitiska Föreningen i Stockholm.

### Karriär
Hatzigeorgiou har arbetat på Utrikesdepartementet som expert i internationella affärer och som rådgivare till Sveriges tidigare handelsminister, Ewa Björling. I den rollen utformade han Alliansregeringens exportstrategi och arbetade med att få EU och USA att inleda förhandlingar om ett nytt ekonomiskt partnerskap (TTIP). Tidigare har Hatzigeorgiou bland annat arbetat för Världsbanken i Washington, D.C.
År 2014 utnämndes han till chefsekonom vid Stockholms Handelskammare och 2018 utnämndes han till vd. 2024 efterträddes han på vd-posten av Daniella Waldfogel och blev koncernchef på det börsnoterade bolaget Projektengagemang.
År 2017 medverkade Andreas Hatzigeorgiou i TED-konferens med ett föredrag om gigekonomin och den nya arbetsmarknaden.

### Författarskap
Hatzigeorgiou har publicerat forskning i internationella akademiska tidskrifter såsom The World Economy, rapporter för organisationer såsom OECD och Brookings. samt opinionsbildande texter i dagstidningar såsom Financial Times, Dagens Nyheter, Svenska Dagbladet och Dagens Industri. Han har medverkat i internationella medier såsom BBC och The Atlantic.
År 2017 medverkade han i antologin Perspektiv på frihandel om frihandel utgiven av Förlaget Näringslivshistoria.

### Privatliv
Han är gift och har tre barn.

## Initiativ

### Omstartskommissionen
När coronapandemin drabbade Sverige uppmanade han tillsammans med 20 näringslivstoppar regeringen Löfven II att tillsätta en kommission som med "snabbhet och beslutsvilja" skulle ta fram förslag på reformer som skulle göra Sverige starkare och mer hållbart efter krisen. Omstartskommissionen tillsattes i april 2020 för att "ta fram en handfast plan för en omstart av Sverige". Till ordförande valdes ekonomen Klas Eklund och bland de elva fristående experterna fanns bland andra Miljöpartiets före detta språkrör Maria Wetterstrand, Sveriges förre EU-kommissionär Cecilia Malmström och professor Lars Calmfors. I augusti 2020 presenterade Omstartskommissionen sina slutsatser och förslag.

### Kultur och näringsliv
År 2019 lanserade Hatzigeorgiou ett initiativ tillsammans med Kulturhuset Stockholm och Kungliga filharmonikerna för att främja samarbetet mellan kulturen och näringslivet.

## Utmärkelser
- Sveriges viktigaste agendasättare inom klimat & hålbarhet (2021) tillsammans med bland andra Johan Rockström, Greta Thunberg och Maria Wetterstrand.[2]
- Årets uppstickare (2017) tillsammans med bland andra Roy Fares, Isabella Löwengrip och Linnéa Claeson.[23]
- Bland Sveriges tio främsta ekonomiska kommentatorer (2017).[24]
- Supertalang (2016).[25]
- Stipendiat från bland annat Kungliga Ingenjörsvetenskapsakademien, Sveriges Kungahus, Erik och Göran Ennerfelts Stiftelse.[7][26]